# پاسیفائه (قمر)

اقمار نامنظم و خلاف‌گرد مشتری

پاسیفائه (یونانی: [Πασιφάη] Error: {{Lang}}: متن دارای نشانه‌گذاری ایتالیک است (راهنما)) یکی از قمرهای نامنظم و مخالف گردمشتری است که توسط فیلیپ ژاک ملوته، دانشمند بلژیکی در سال ۱۹۰۸ کشف شده‌است.
نام این قمر از یکی از اسطوره‌های یونان به همین نام گرفته شده‌است. پاسیفائه دختر هلیوس (خدای خورشید) و همسر مینوس بود.